# Rio Naryn
O rio Naryn (em quirguiz:  Нарын, em russo:  Нарын) é um rio que nasce nas montanhas Tian Shan no Quirguistão, Ásia Central, que corre para oeste pelo vale de Fergana e entra no Uzbequistão. Aí conflui com o rio Kara Darya (em 40° 54′ N, 71° 45′ L) para formar o Syr Darya. Tem 807 km de comprimento (em conjunto com o rio Chong-Naryn) e um caudal anual de 13,7 km3.
Os maiores afluentes do rio Naryn são o rio Kichi-Naryn, rio At-Bashi, rio On Archa, rio Kadjyrty, rio Chychkan, rio Alabuga, rio Kökömeren etc.